# Oto Rimele
Oto Rimele, slovenski slikar, oblikovalec in glasbenik, * 26. september 1962, Maribor.
Na Akademiji za likovno umetnost v Ljubljani je študiral slikarstvo pri profesorju Emeriku Bernardu, kjer je diplomiral je leta 1990. Študij je nadaljeval na specialki za slikarstvo pri profesorju Janezu Berniku in se kasneje izpopolnjeval drugod po Evropi in v ZDA. Sedaj je zaposlen kot redni profesor za slikarstvo in risbo na Pedagoški fakulteti v Mariboru, predava pa tudi na študiju Medijskih komunikacij Fakultete za elektrotehniko, računalništvo in informatiko Univerze v Mariboru. Leta 2003 je prejel Nagrado Prešernovega sklada za slikarsko razstavo »Iluminacije« v kostanjeviški samostanski cerkvi leta 2002. Ukvarja se tudi z grafičnim oblikovanjem in s scenografijo.
Bil je tudi glasbenik - kitarist, soustanovitelj (z Zoranom Predinom) in avtor glasbe mariborske rockovske (novovalovske) skupine Lačni Franz (1979-85) ter od sredine do konca 80. let kitarist Laibacha (album Opus dei) in nazadnje še Sokolov.